# 打出車站
打出站（日语：／ Uchide eki */?）位於兵庫縣蘆屋市打出小槌町，是阪神電氣鐵道阪神本線的鐵路車站。車站編號為HS 19。

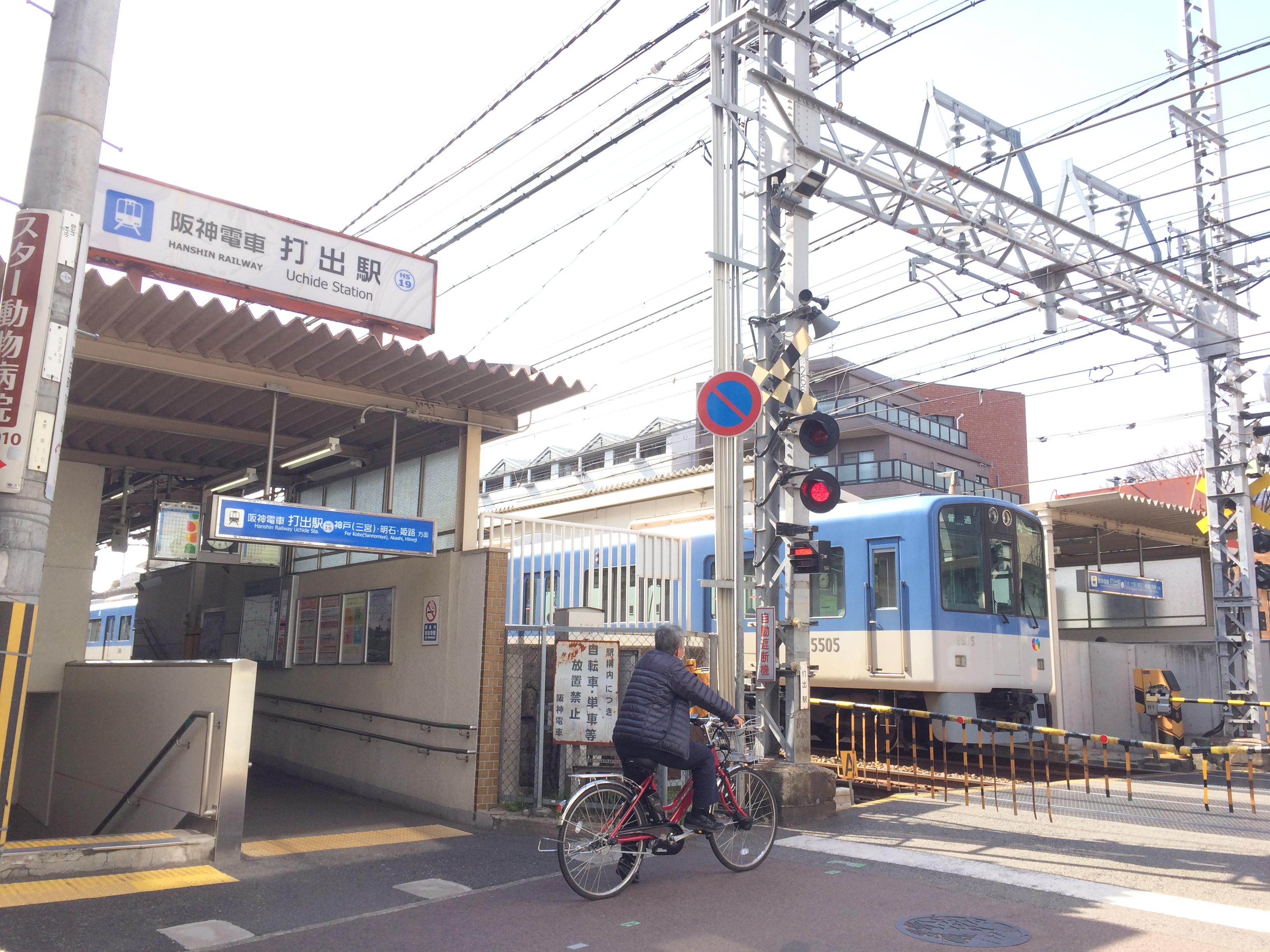
往神戶三宮方向的入口（2017年3月）

## 歷史
- 1905年（明治38年）4月12日 - 阪神本線開通，本站開業[1]。
- 1995年（平成7年）
  - 1月17日 - 發生阪神大地震，阪神本線中止營業[2]。
  - 1月26日 - 甲子園站 - 青木站間復駛（同年6月26日全線復駛）[2]。
- 2006年（平成18年）
  - 7月 - 進行車站無障礙化工程。（驗票口地面化、設置電梯、延伸月台等）
  - 10月28日 - 準急列車開始停靠本站（只有往梅田方向的列車）。
- 2007年（平成19年）4月1日 - 無障礙化工程完工[1]。
- 2009年（平成21年）3月23日 - 區間特急列車開始停靠本站。
- 2013年（平成25年） 9月23日 - 車站月台的照明燈都換成LED燈。
- 2014年（平成26年）4月1日 - 導入車站編號[3][4]。

## 車站構造

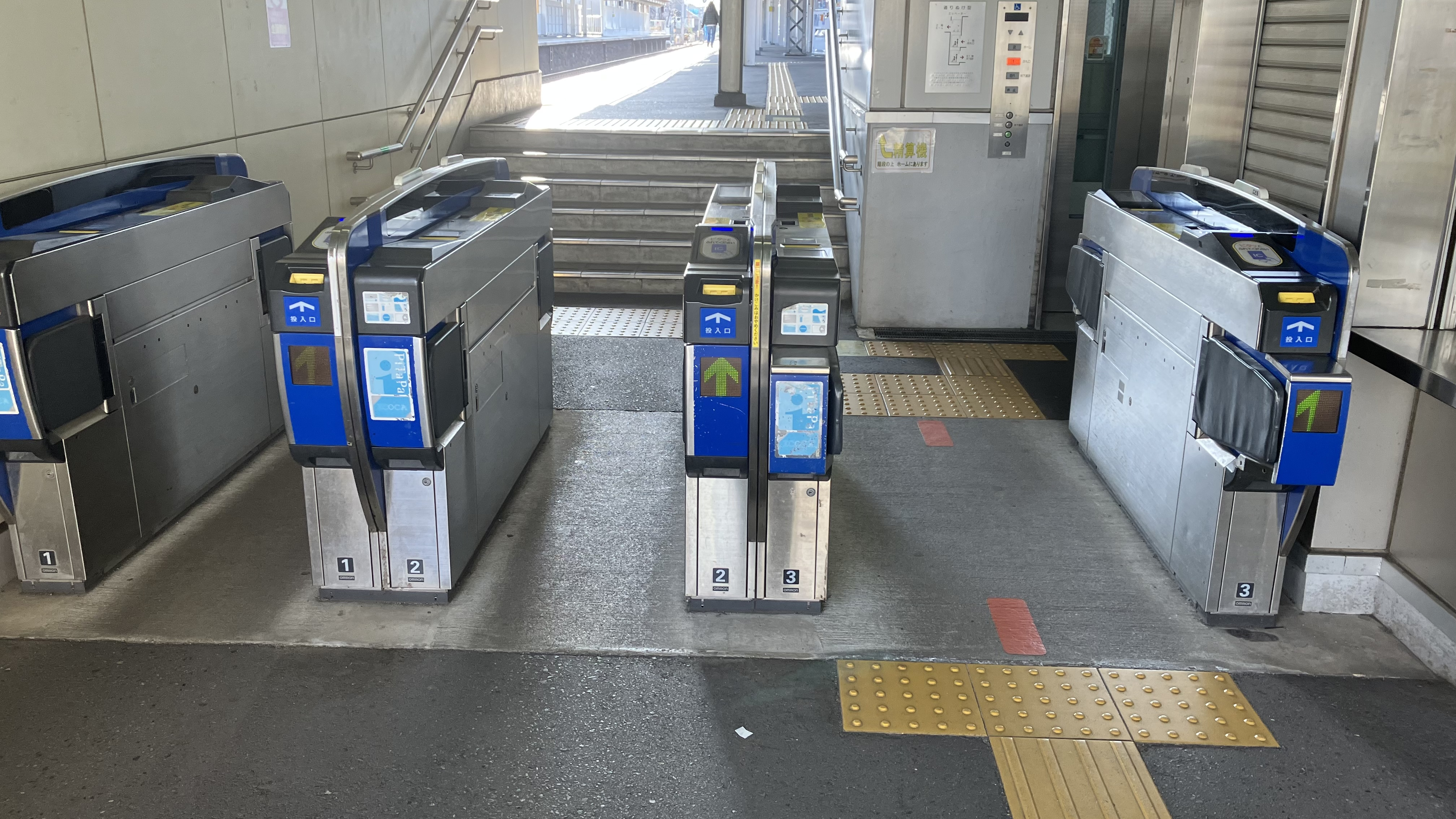
往大阪梅田方向的驗票口（2024年3月）

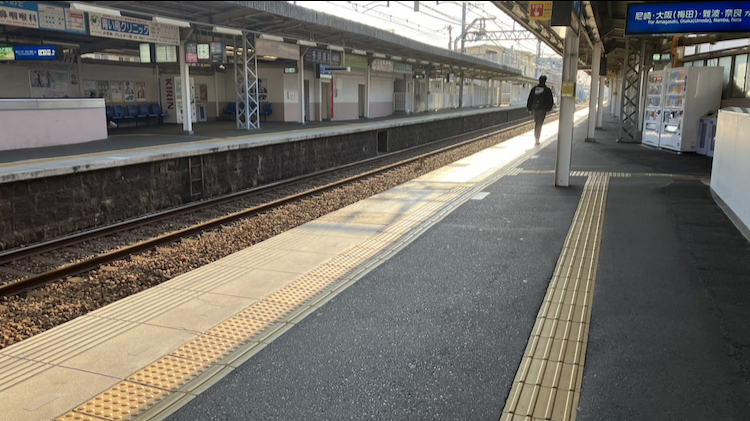
月台（2024年3月）

本站為側式月台2面2線的地面車站。各月台的往梅田側各有設置一個驗票口。站內有設置連通兩月台的地下道，各月台設有電梯，可通往地下道、驗票口及月台。

### 月台
| 月台 | 路線 | 方向 | 目的地                            |
| ---- | ---- | ---- | --------------------------------- |
| 1    | 本線 | 上行 | 往 尼崎、大阪（梅田）、難波、奈良 |
| 2    | 本線 | 下行 | 往 神戶（三宮）、明石、姬路       |

| ← 往梅田方面    | 打出站配線略圖 | → 往三宮・元町 |
| 图例 参考文献： |                |                |

## 使用狀況
根據「Handbook阪神2017」，2016年11月的1日上下車人次為15,354人，阪神本線的車站中排名第17。
| 年度               | 1日平均  | 1日平均  | 1日平均    | 出處   |
| 年度               | 上車人次 | 下車人次 | 上下車人次 | 出處   |
| ------------------ | -------- | -------- | ---------- | ------ |
| 1990年（平成02年） | 6,009    | 5,639    | 11,648     | [ 6 ]  |
| 1992年（平成04年） | 5,916    | 5,807    | 11,723     | [ 6 ]  |
| 1995年（平成07年） | 5,448    | 5,261    | 10,709     | [ 6 ]  |
| 2000年（平成12年） | 5,391    | 5,317    | 10,708     | [ 6 ]  |
| 2001年（平成13年） | 5,711    | 5,650    | 11,361     | [ 6 ]  |
| 2002年（平成14年） | 5,343    | 5,234    | 10,577     | [ 6 ]  |
| 2003年（平成15年） | 5,197    | 5,214    | 10,411     | [ 7 ]  |
| 2004年（平成16年） | 5,094    | 5,045    | 10,139     | [ 8 ]  |
| 2005年（平成17年） | 5,347    | 5,256    | 10,603     | [ 9 ]  |
| 2006年（平成18年） | 5,258    | 5,228    | 10,486     | [ 10 ] |
| 2007年（平成19年） | 5,392    | 5,328    | 10,720     | [ 11 ] |
| 2008年（平成20年） | 5,524    | 5,375    | 10,899     | [ 12 ] |
| 2009年（平成21年） | 5,788    | 5,712    | 11,500     | [ 13 ] |
| 2010年（平成22年） | 5,855    | 5,773    | 11,628     | [ 14 ] |
| 2011年（平成23年） | 5,939    | 5,769    | 11,708     | [ 15 ] |
| 2012年（平成24年） | 5,996    | 5,933    | 11,929     | [ 16 ] |
| 2013年（平成25年） | 6,142    | 6,070    | 12,212     | [ 17 ] |
| 2014年（平成26年） | 6,326    | 6,171    | 12,497     | [ 18 ] |
| 2015年（平成27年） | 6,496    | 6,354    | 12,850     | [ 19 ] |
| 2016年（平成28年） | 6,566    | 6,501    | 13,067     | [ 20 ] |

## 車站周邊
車站南側為商店街，有許多餐館及便利商店。
- 打出天神社
- 金津山古墳
- 蘆屋市打出教育文化中心
- 蘆屋市立圖書館打出分館
- 打出公園
- 蘆屋打出小槌郵局
- 打出商店街[1]
- 蘆屋市立宮川小学校
- 富田碎花舊居（日语：富田砕花旧居）[1]

### 公車路線
設有公車站「阪神打出」，可搭乘阪急巴士。
- 31・61・131系統　往 JR芦屋・阪急蘆屋川・朝日丘・蘆屋醫院前
- 31・61・131系統　往 新濱町・蘆屋濱営業所前・Seaside Center

## 相鄰車站
阪神電氣鐵道
 本線
■■直通特急、■特急、■快速急行、■急行、■區間急行
通過
■區間特急（只往大阪梅田方向運行）、■普通
香櫨園（HS 18）－ 打出（HS 19）－蘆屋（HS 20）

## 外部連結
- 打出（路線圖、車站資訊） - 阪神電氣鐵道